# برج بنك قطر الوطني
برج قطر الوطني ناطحة سحاب في الدوحة، قطر ولكن تم إلغاء تشييده في 25 نوفمبر 2015.